# Avenida Montaigne
Avenida Montaigne, em francês Avenue Montaigne, é uma avenida localizada no 8.º arrondissement de Paris, marcando o limite do "Triângulo de Ouro".

## Localização e acesso
Com 615 metros de comprimento e 33 metros de largura, ela começa na Place de l'Alma, na margem do Sena, e termina no Rond-point des Champs-Élysées.
Este local é servido pela linha 9 do metrô na estação Alma-Marceau e pelas linhas 1 e 9 do metrô na estação Franklin D. Roosevelt, bem como pelas linhas de ônibus RATP 42 e 80.

## Descrição
Esta avenida, que se eleva suavemente em direção aos Champs-Élysées, é embelezada com pequenos jardins cercados por grades que lembram os pátios ingleses. É, como a rue du Faubourg-Saint-Honoré localizada um pouco mais ao norte, um dos lugares altos da moda parisiense. Após a Segunda Guerra Mundial, a instalação de Christian Dior levou ao desenvolvimento do comércio de luxo na avenida. Nos últimos anos, a avenida Montaigne parece ter experimentado um novo boom em detrimento, em particular, da rue du Faubourg-Saint-Honoré. Há lojas de grandes marcas de luxo francesas e estrangeiras.
A Avenue Montaigne tem algumas diferenças com a vizinha Avenue des Champs-Élysées: ela é menos animada e mais orientada para o luxo, em particular para a alta costura. O preço dos aluguéis comerciais, por outro lado, é significativamente mais baixo aí, mesmo que seja um dos mais altos de Paris. No primeiro semestre de 2007, os aluguéis anualizados de um metro quadrado ao pé de um prédio variavam entre 3 800 e 6 000 euros, em comparação com 5 500 a 10 000 euros nos Champs-Élysées.
Em 2020, o preço médio do m2 na avenida situa-se entre os 14 584 € e os 30 304 €, com um preço médio de 22 013 €.
Desde 1911, a avenida abriga o famoso Teatro dos Campos Elísios, um exemplo do estilo Art Déco, e o Plaza Athénée, um dos dez palácios parisienses.
Desde 16 de junho de 1987, a Avenue Montaigne é geminada com a Madison Avenue em Nova York, com os bairro de Ginza de Tóquio desde 1989 e Sakae Machi de Nagoia desde 1998. Em 18 de setembro de 2008 veio a geminação com o bairro da Avenue Louise em Bruxelas. Por fim, a avenida empreendeu a geminação com a Königsallee em 2014, todos esses lugares reunindo o polo de Luxo de suas cidades respectivas.
Desde a virada do século, o Comité Montaigne (fundado em 1973) trabalha para promover a imagem da Avenue Montaigne e da Rue François Ier na França e no mundo. Presidido por Jean-Claude Cathalan, marido de Hiroko Matsumoto e ex-chefe do grupo Révillon-Luxe (Révillon, Karl Lagerfeld, etc.), Parfums Caron, e a casa de alta costura Jean-Louis Scherrer, reúne a maioria das casas de moda e luxo que ali se instalam e organiza eventos destinados a marcar a agenda parisiense, como os Vendanges Montaigne em setembro, o festival das catherinettes ou a iluminação das árvores para as festas de fim de ano.

## Origem do nome

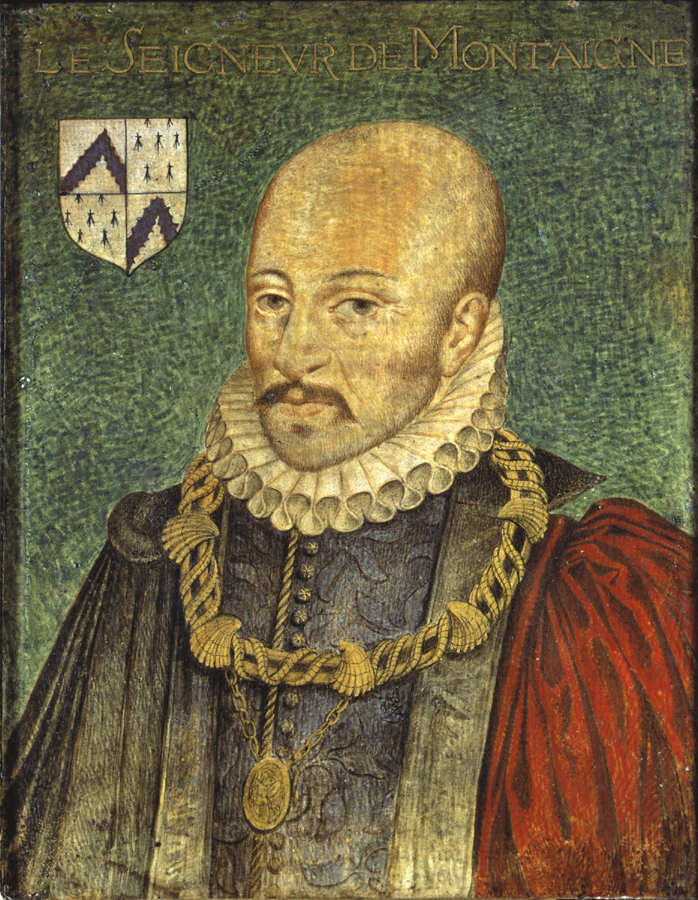
Retrato presumido de Montaigne.

Esta via presta homenagem, desde 1850, ao moralista Michel de Montaigne (1533-1592).

## Histórico

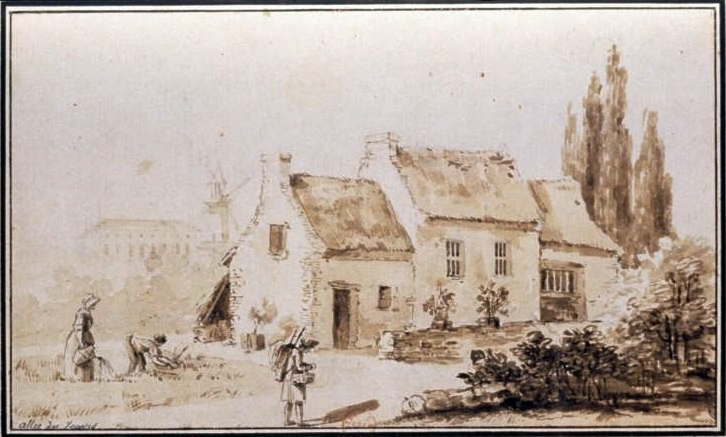
Allée des Veuves.

Em 1672, no local atual da Avenida Montaigne existia um caminho simples que servia as cabanas dos jardineiros do Marais des Gourdes, terreno pertencente às Senhoras da Visitação-Sainte-Marie, limitado a oeste pelo Grande Esgoto que descia de Ménilmontant em direção ao Sena (que corresponde à atual Rue Marbeuf), a leste pelo lado ímpar da Avenue Montaigne, ao norte pelos Champs-Élysées e ao sul pelo Sena. A palavra "gourde" designava uma espécie de abóbora (courge em francês), porque aí eram cultivados legumes. Também é chamado de "Allée des Soupirs" ou "Beco dos Suspiros" por volta de 1720 e "Avenue Verte" ou "Avenida Verde" por volta de 1750.
Esta passagem foi plantada com uma fileira dupla de olmos em 1770 por ordem do Marquês de Marigny, diretor geral dos Bâtiments du roi, e apelidado de "Allée des Veuves" ou "Beco das Viúvas", porque ali se encontravam mulheres solteiras em busca de uma galante aventura fora da cidade. Era um lugar mal iluminado e de má reputação, onde havia apenas algumas guinguettes desonestas como a que Eugène Sue coloca lá em Les Mystères de Paris (1838). É também ao pé de um dos olmos da Allée des Veuves, situado em frente à casa de uma certa mulher Brûlé, que foram enterradas as Joias da Coroa roubadas ao Hôtel du Garde-meuble em Setembro de 1792. É nesta Allée des Veuves que Hippolyte Triat mandou construir o seu ginásio coberto a partir de 1846, com um piso de 40 metros de comprimento.
Em 1850, a avenida foi rebatizada "Avenida Montaigne". Durante a Exposição Universal de 1855, o Palais des Beaux-Arts, construído pelo arquiteto Hector-Martin Lefuel, foi construído na Avenue Montaigne. Casas elegantes começam a ser construídas ao longo da avenida, que muda completamente de caráter e se torna um dos lugares da moda do novo bairro dos Champs-Élysées.

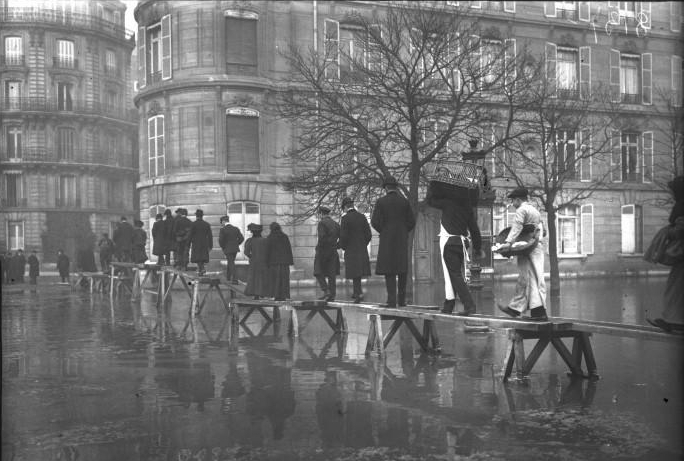
A avenida durante a cheia do Sena de 1910.

Até o final do século XIX a avenida era essencialmente residencial, construída com belos prédios e casarões, habitada pela nobreza e pela classe média alta. No século XX, o prestígio do endereço atraiu industriais e banqueiros que optaram por ali instalar a sede das suas empresas e alguns estilistas começaram a estabelecer ali os seus ateliers. Após a Liberação, as casas de alta costura mais luxuosas abriram lojas aí. « Essa aquisição gradual dos negócios é realizada em três etapas : apogeu social de uma área residencial, hegemonia de escritórios e estabelecimentos comerciais, declínio urbano de ruas desvitalizantes, esvaziadas de sua população residente. »
A sua extensão, do outro lado dos Champs-Élysées, chamava-se "Rue Montaigne", como ainda testemunham vários negócios. Foi renomeado para homenagear o aviador Jean Mermoz em 1937.

## Edifícios notáveis e lugares de memória

### Edifícios existentes
- O produtor de cinema Jean Pierre Rassam (1941-1985) viveu na Avenue Montaigne, uma vez que abrigava o futuro presidente argelino Chadli Bendjedid, antes de se mudar com Carole Bouquet na Avenue de La Motte-Picquet.[10]
- Nº 2: Henri Rillart de Verneuil político francês, senador, possuía um apartamento lá desde 1895; ele morreu aí em 26 de agosto de 1948. O no 2 agora abriga uma boutique Paul & Joe. O engenheiro dos Arts et Métiers, grande colecionador Émile Chouanard (1876-1930), morou aqui antes de 1900, um apartamento cujo vestíbulo foi decorado pelo pintor Gaston La Touche (1854-1913), este painel encontra-se agora no Petit Palais.[11]
- Nº 3: « O hotel que teve o no 3 foi o da Condessa Véra de Talleyrand-Périgord. Quando a conheci, Madame de Talleyrand dava jantares brilhantes com a presença de uma elite composta por aristocratas e homens de letras. A querida era traiçoeira, porque a dona da casa era ela mesma muito gananciosa, um pecado pequeno que a fizera adquirir com a idade uma gordura considerável. […] Véra Bernardaky havia se casado, aos dezoito anos, com o Conde de Talleyrand, um diplomata na casa dos cinquenta ».[12]
- Nº 7: Hotel Dampierre. Mansão do Barão de Dampierre (em 1895). Abrigava a clínica ortopédica do Dr. François Calot (1861-1944), especializada no tratamento do Mal de Pott.
- Nº 9: Hôtel de Durfort, construído em 1884 pelos arquitectos Louis Charles Guinot e Ernest-Félix Trilhe, ao estilo neo-Luís XV. A Condessa de Durfort (1876-1962),[13] de quem recebeu o nome, nascido Chateaubriand, era a sobrinha-neta do Visconde de Chateaubriand, o famoso escritor e proprietário do Castelo de Combourg. O escritor André de Fouquières escreveu em 1953: «O hôtel de Madame de Durfort foi vendido a um grande fabricante de perfumaria e, pouco depois, adquirido pela “Segurança Social”.[14]»

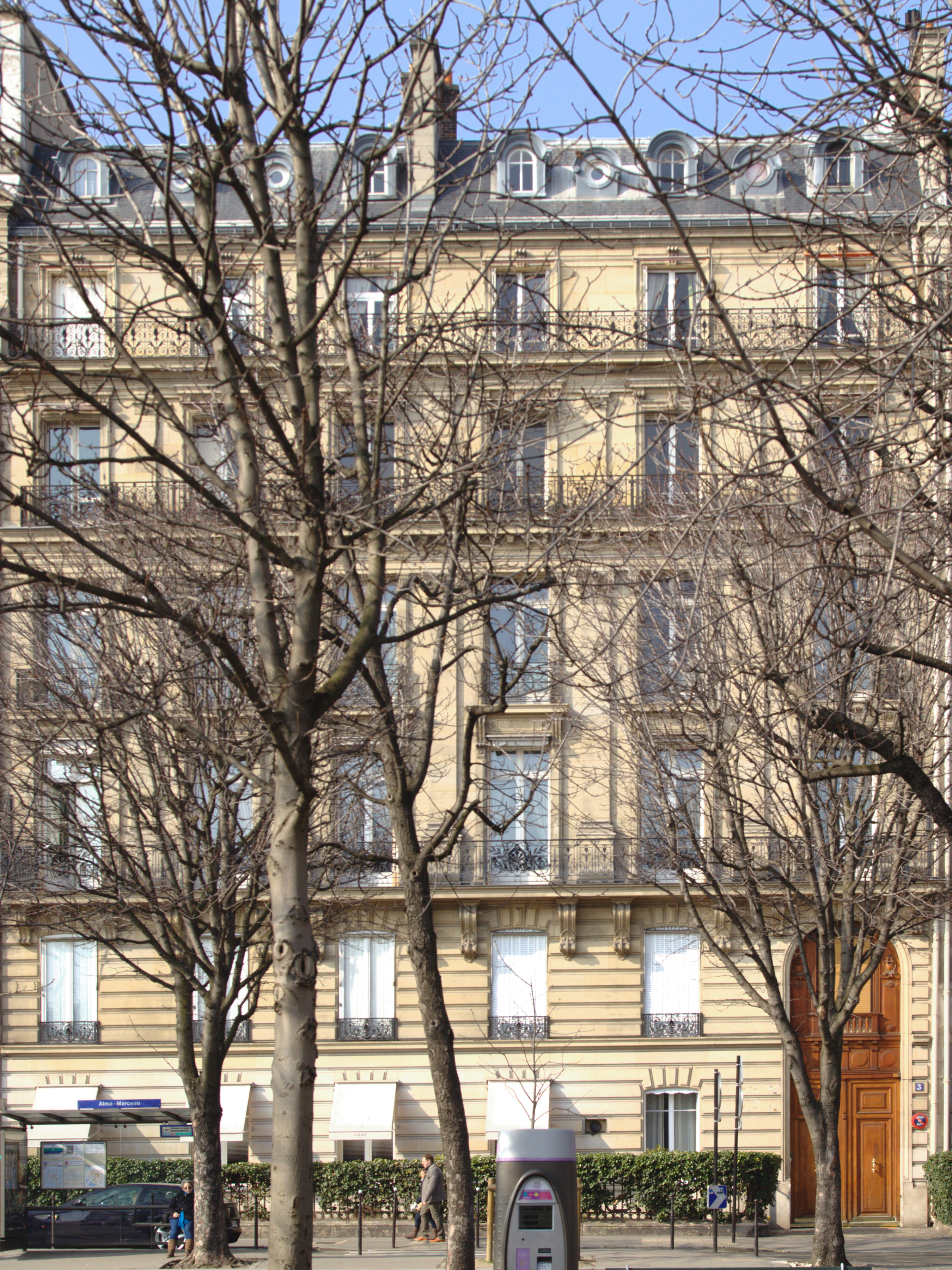
O nº 3.
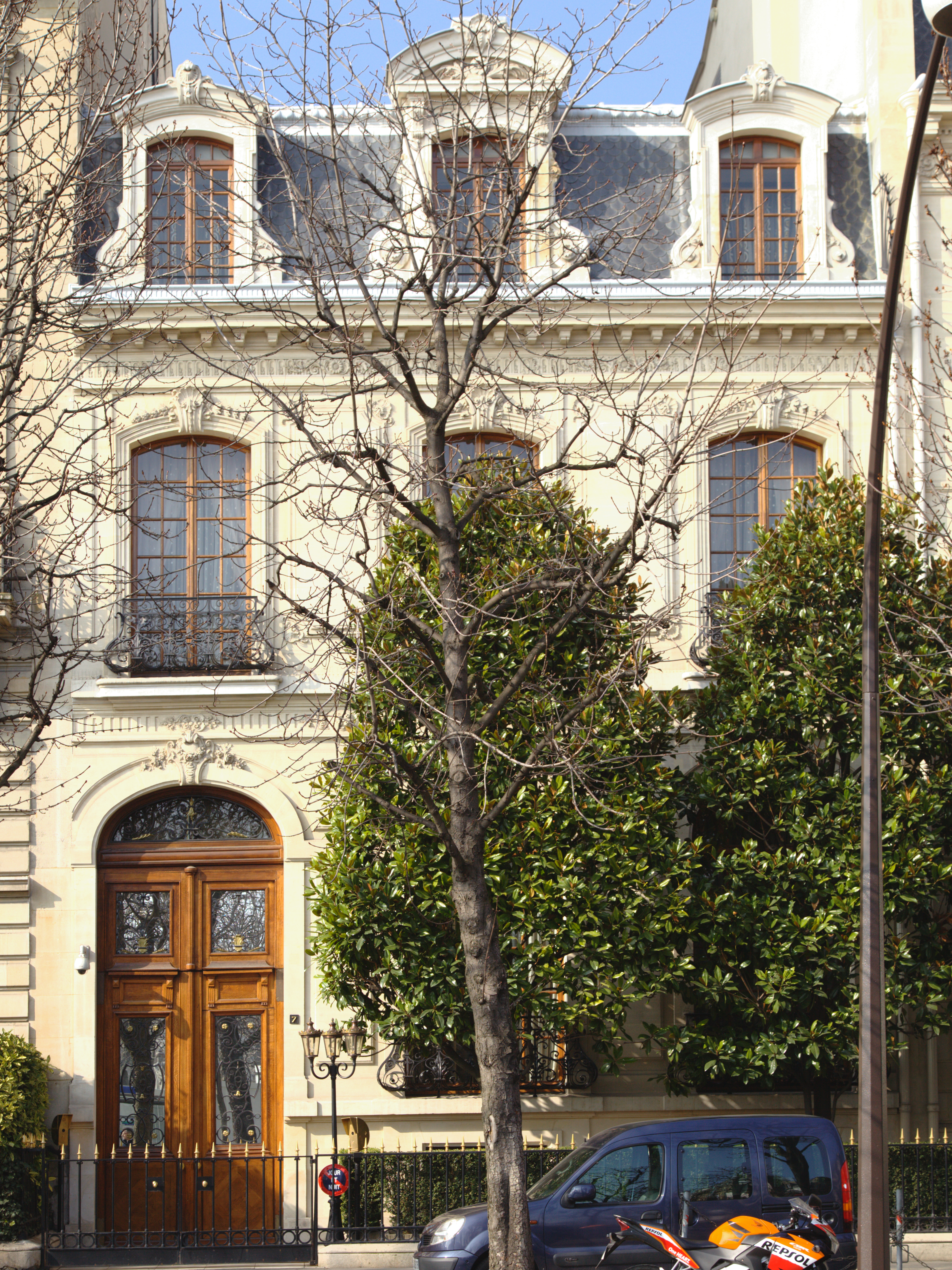
O nº 7.
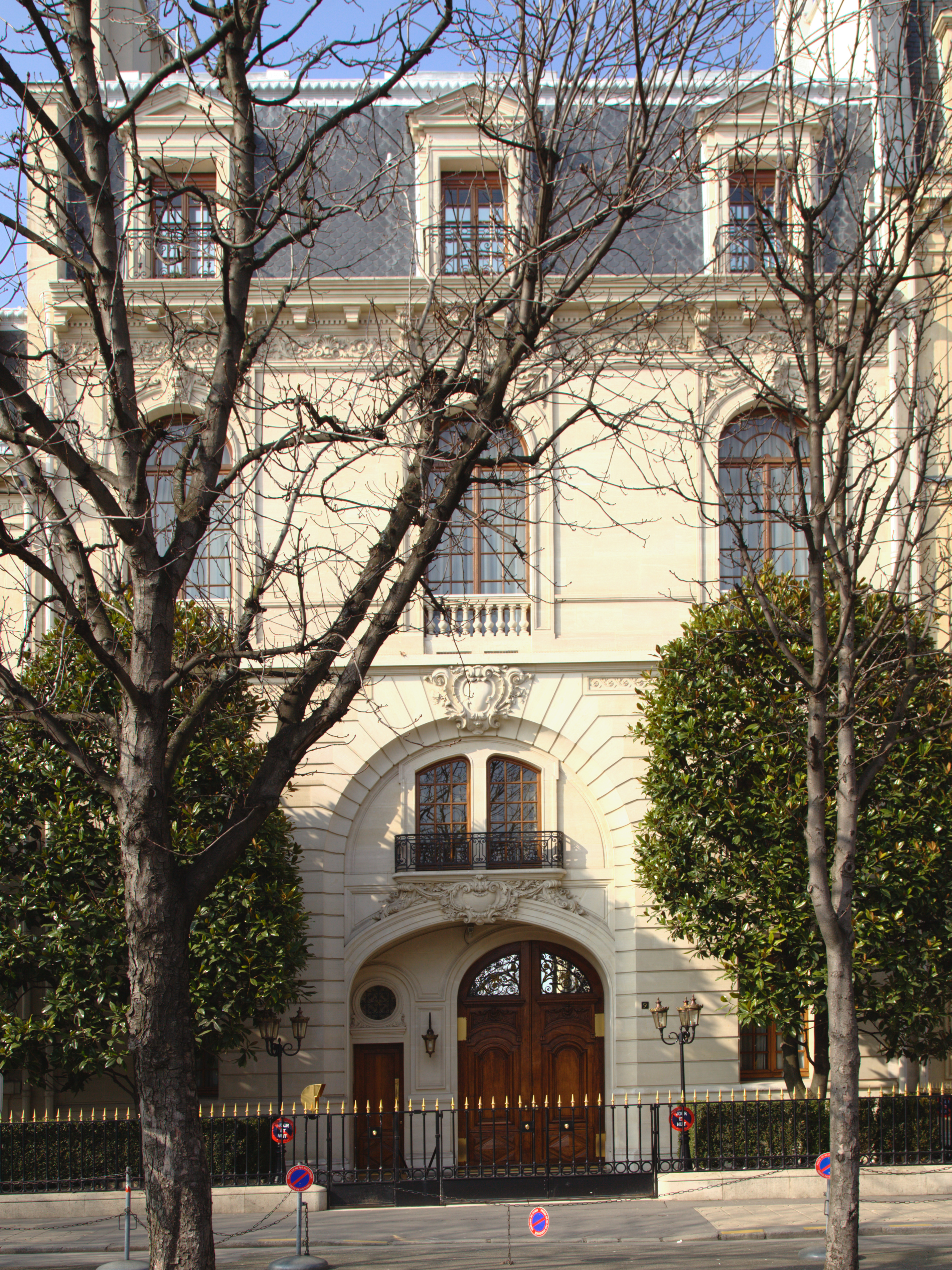
O nº 9.

- Nº 11: Hôtel de Lesseps. Adquirida por Ferdinand de Lesseps (1805-1894) em nome da jovem com quem se casou em segundo lugar em 1869, Louise-Hélène Autard de Bragard (1848-1909), que lhe deu doze filhos, além dos cinco filhos de seu primeiro casamento , e posteriormente habitado por sua família. De acordo com o New York Times de 17 de abril de 1886: « M. de Lesseps está esplendidamente alojado em uma nova casa na Avenue Montaigne, adquirida com o dinheiro ganho por Madame de Lesseps com seus investimentos no Canal de Suez. […] O salão do Hotel de Lesseps está entre as maiores casas modernas de Paris

.
. » Residência em 1953 da Condessa de Villiers-Terrage.
- Nº 12: Marlene Dietrich morou aí de 1980 até sua morte em 1992, um pequeno apartamento de 65 m2 localizado no 4º andar. O xá do Irã Reza Pahlavi residiu lá (nome inscrito no anuário) durante suas visitas a Paris, bem como o príncipe Rainier de Mônaco.
- Números 13 e 15: até 1910 ficava neste local o vasto Hôtel de Lillers onde residia com a família o rei Jorge V de Hanôver, após a anexação do seu reino pela Prússia em 1866. Foi destruído em abril de 1910 e substituído pelo Teatro dos Campos Elísios, fundada por Gabriel Astruc, inaugurado em 1913.
- Nº 22: sede da France 2 de 1992 a 1998.
- Nº 25: hotel Plaza Athénée, inaugurado em 1913.
- Nº 28: antigo Hôtel de Saint-Vallier (em 1910). Levantada e desnaturada. É neste hotel, ou talvez em um hotel construído anteriormente no mesmo local, que a Condessa de Castiglione veio se hospedar em 1857. André Becq de Fouquières escreve: « Foi aí que uma noite, às 3 horas da manhã, o Imperador, voltando ao pequeno cupê em que viera, naturalmente sem escolta, viu aparecer três sombras que se atiraram ao cabeças dos cavalos e tentou detê-los. Graças à presença de espírito do cocheiro que degolou vigorosamente os animais, a equipe galopou, derrubando os assaltantes, e trouxe de volta às Tulherias um soberano cujo caso com “a mulher mais bela do mundo” quase lhe custou a vida.[17] »
- Nº 29: antigo hôtel de Gustave Schlumberger, membro da Academia de Inscrições e Belas Letras.

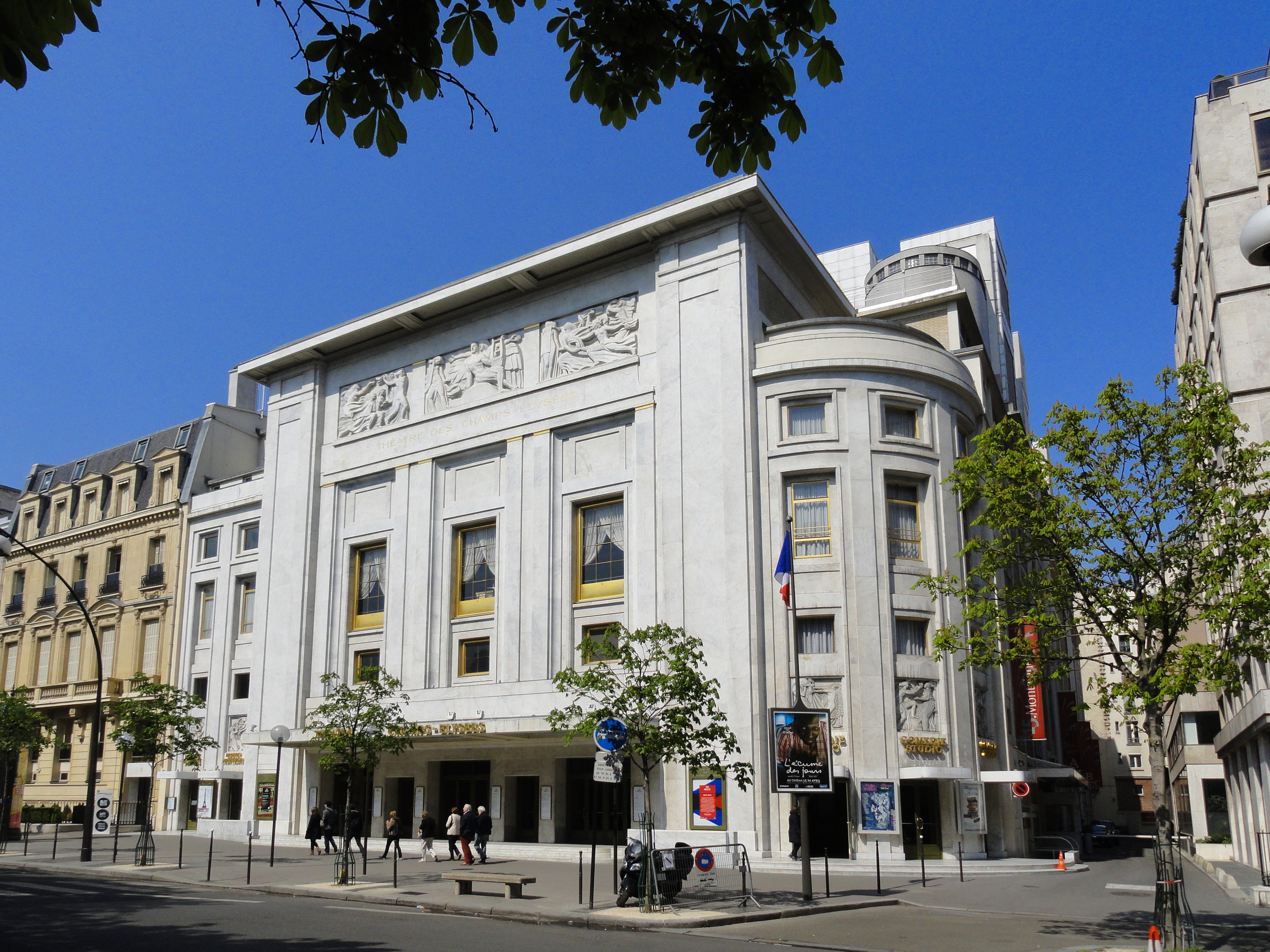
O Teatro dos Campos Elísios no nº 15.
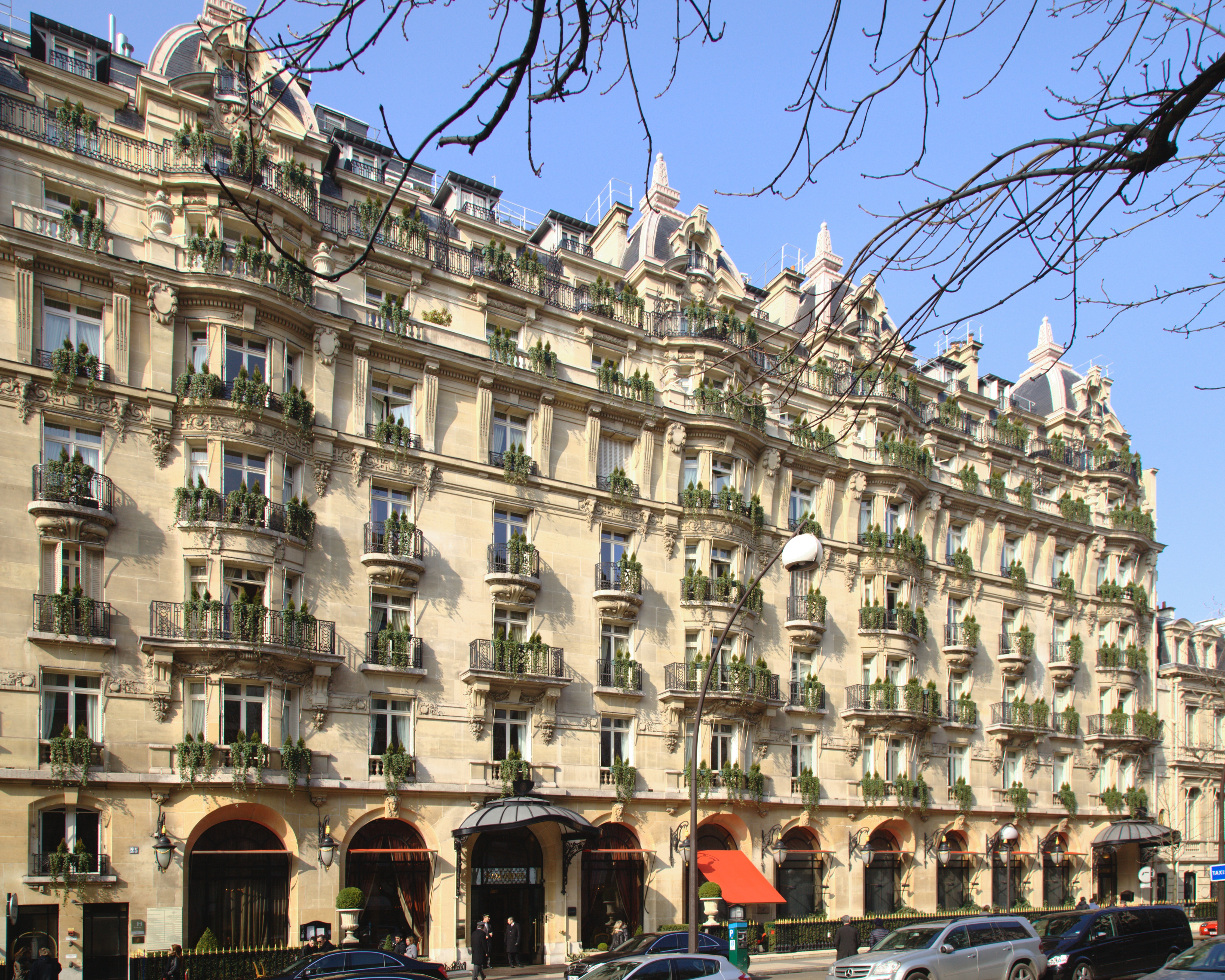
Hôtel Plaza Athénée no nº 25.
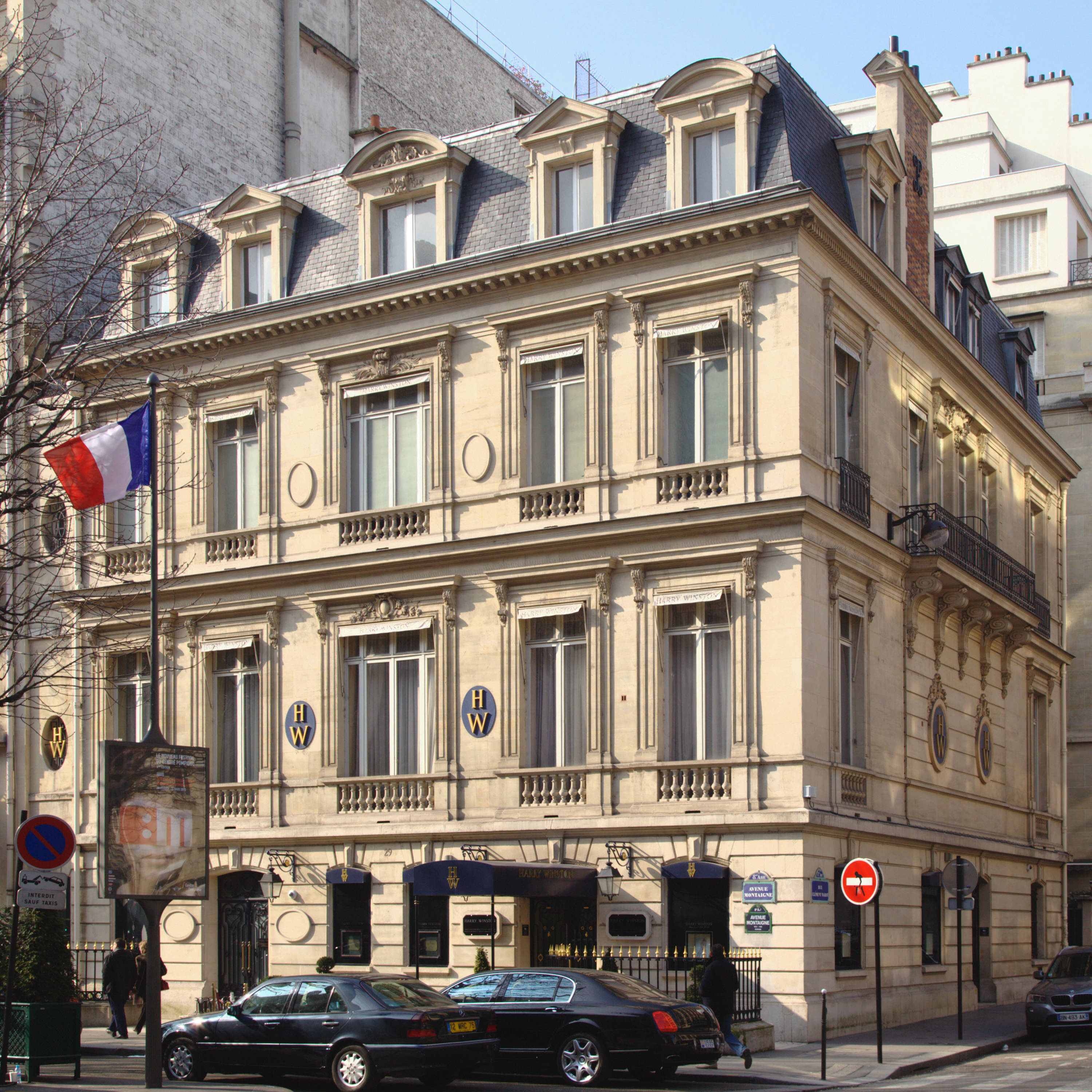
Hotel Schlumberger no nº 29.

- Nº 30: Hôtel de Millon d'Ailly de Verneuil. Mansão de três andares, construída entre 1865 e 1868 para a viúva de Alexandre Colonna Walewski, filho natural de Napoleão I, nascida Maria Anna Catherine Clarissa Cassandra Ricci (1823-1912). Em seguida, pertence a Maurice Louis Alfred Millon d'Ailly de Verneuil, síndico da Compagnie des agents de change. Em terceiro lugar, o hotel pertence à Mme Boselli. A partir de 1939, o hotel foi propriedade das famílias Villoutreys e Brossard, que o alugaram para a chapelaria Coralie Couture.  Em 1946, com o apoio de Marcel Boussac, Christian Dior instalou aí sua casa de moda.  Em 6 de março de 2022, após dois anos de trabalho, a loja Dior, marca do grupo LVMH, reabriu suas portas. Estendendo-se por uma área de mais de 10.000 m2, inclui áreas de vendas, uma galeria de exposições, um restaurante, uma pastelaria, jardins, salões privados e uma suite de hotel.[18]
- Nº 33: em 1910, habitada pelo literato Fernand Vandérem e sede da Société Hippique Française.
- Nº 35: serviços consulares da Embaixada do Canadá (edifício construído em 1946-1958), ampliado do nº 37 em 1978 com a aquisição da sede da Kodak; a embaixada mudou-se em 2017 para o 130, rue du Faubourg Saint-Honoré.[19][20]
- Nº 45: neste edifício viveu de 1922 a 1944 Luis Martins de Souza-Dantas (1876-1954), embaixador do Brasil em Paris (placa comemorativa).
- Nº 46: em seu apartamento morreu Soraya Esfandiary Bakhtiari em 2001.
- Nº 49: Lee Radziwill (1933-2019), irmã de Jacqueline Kennedy Onassis, atriz e designer de interiores, possuía um apartamento com vista para a Torre Eiffel no 6º andar deste edifício.[21]

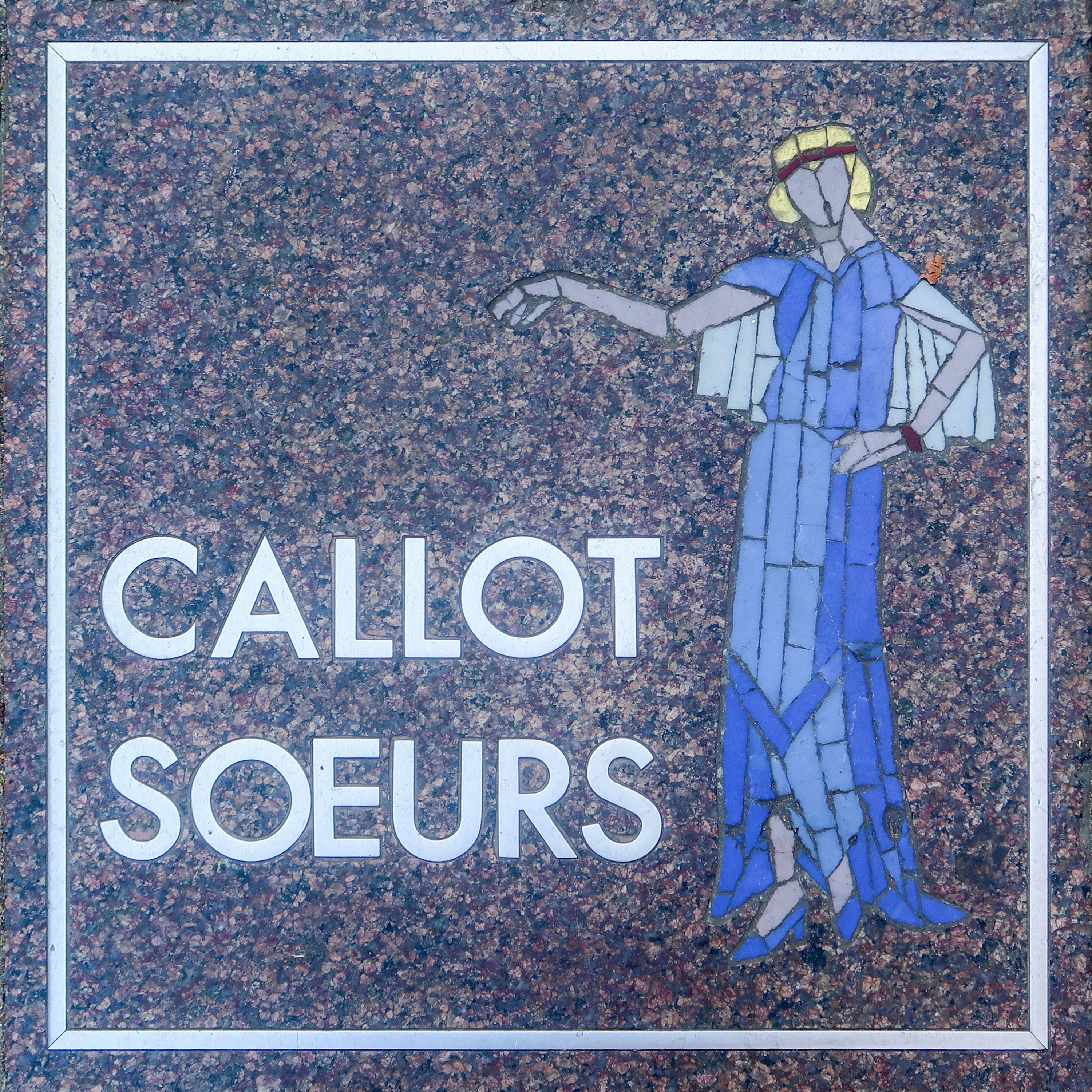
Placa em homenagem à casa de moda Callot Sœurs, no chão, em frente ao nº 41.
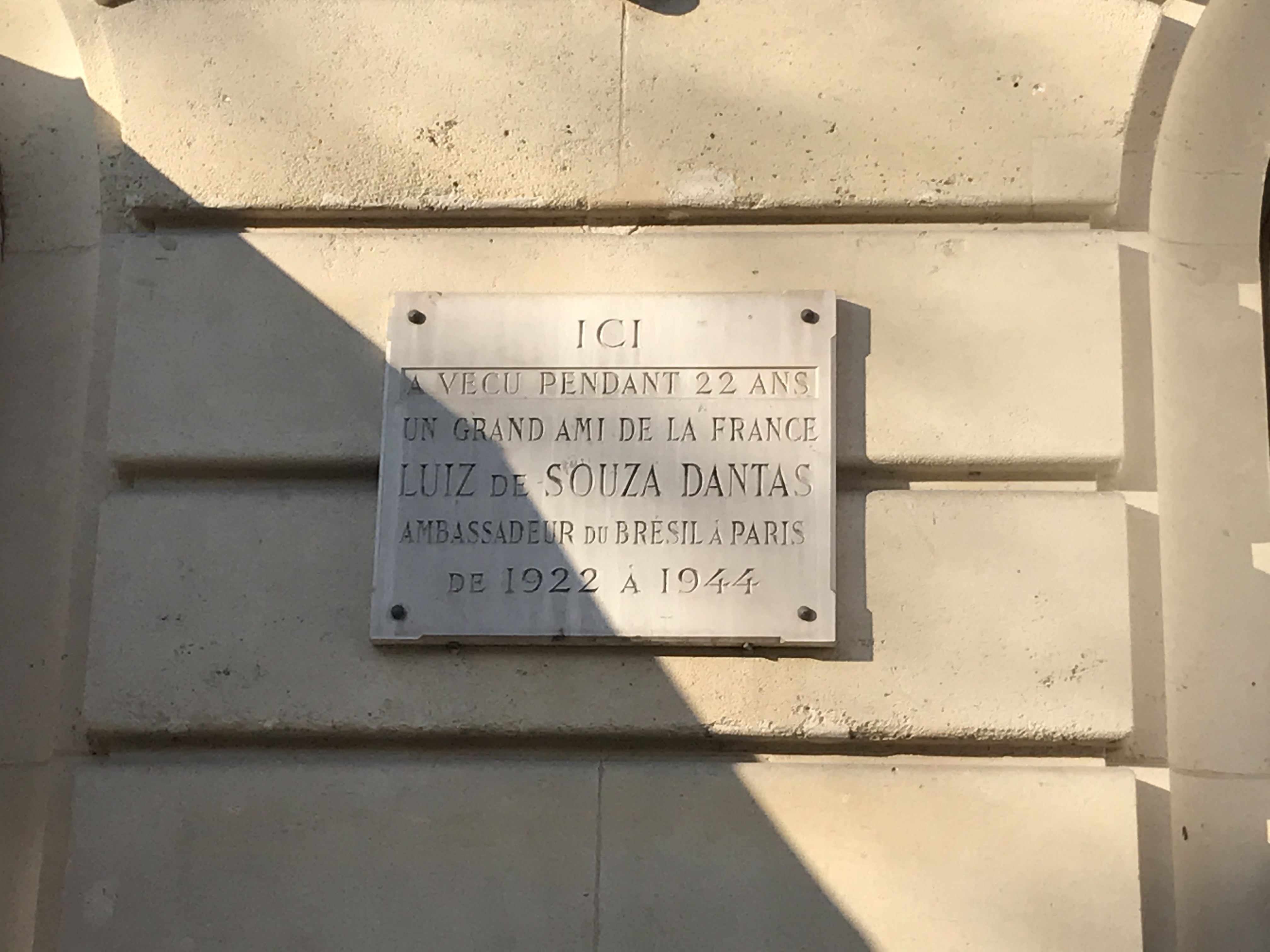
Placa em homenagem ao diplomata brasileiro Luiz Martins de Souza Dantas, que viveu no nº 45 de 1922 a 1944.
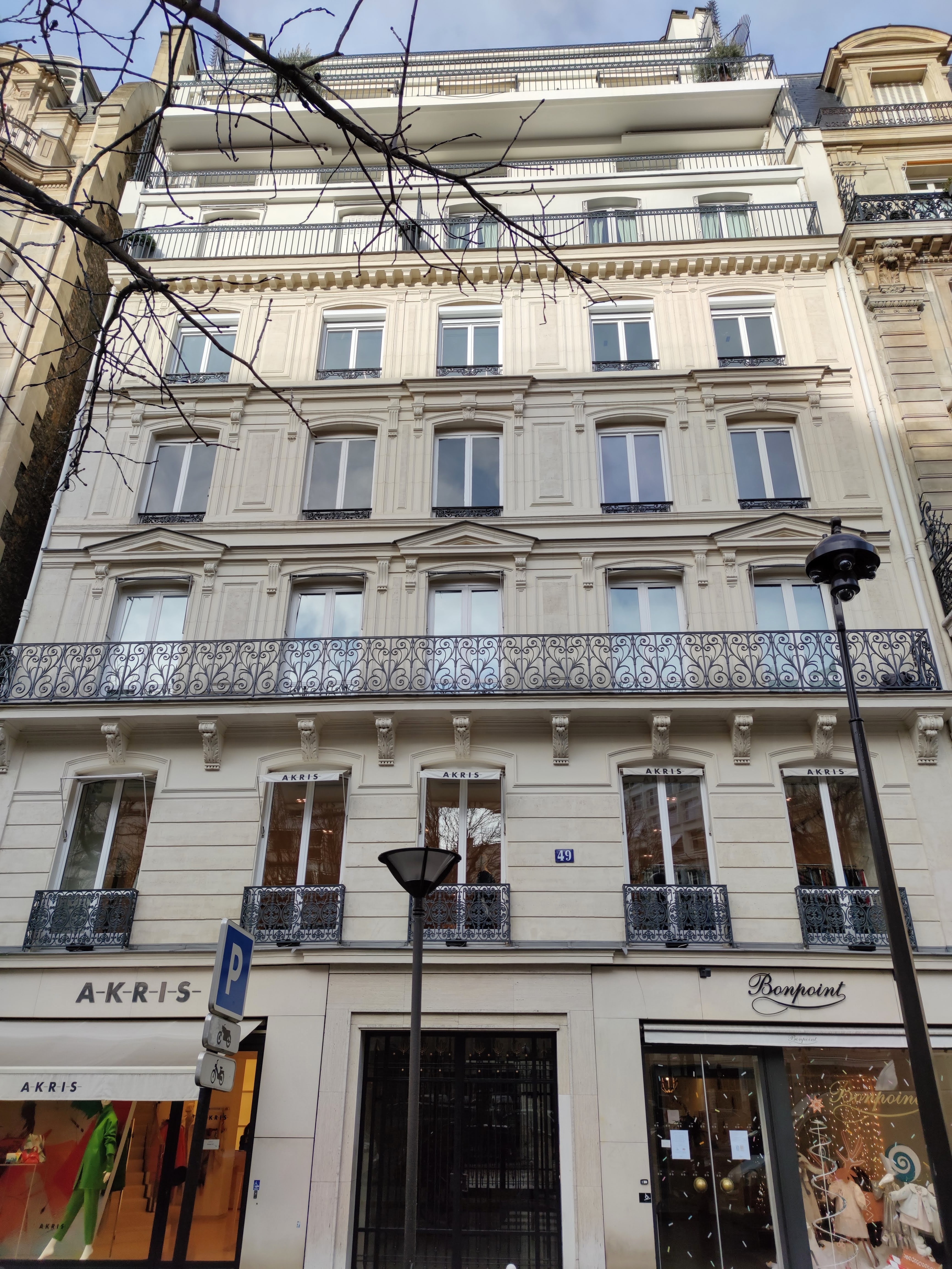
Nº 49.
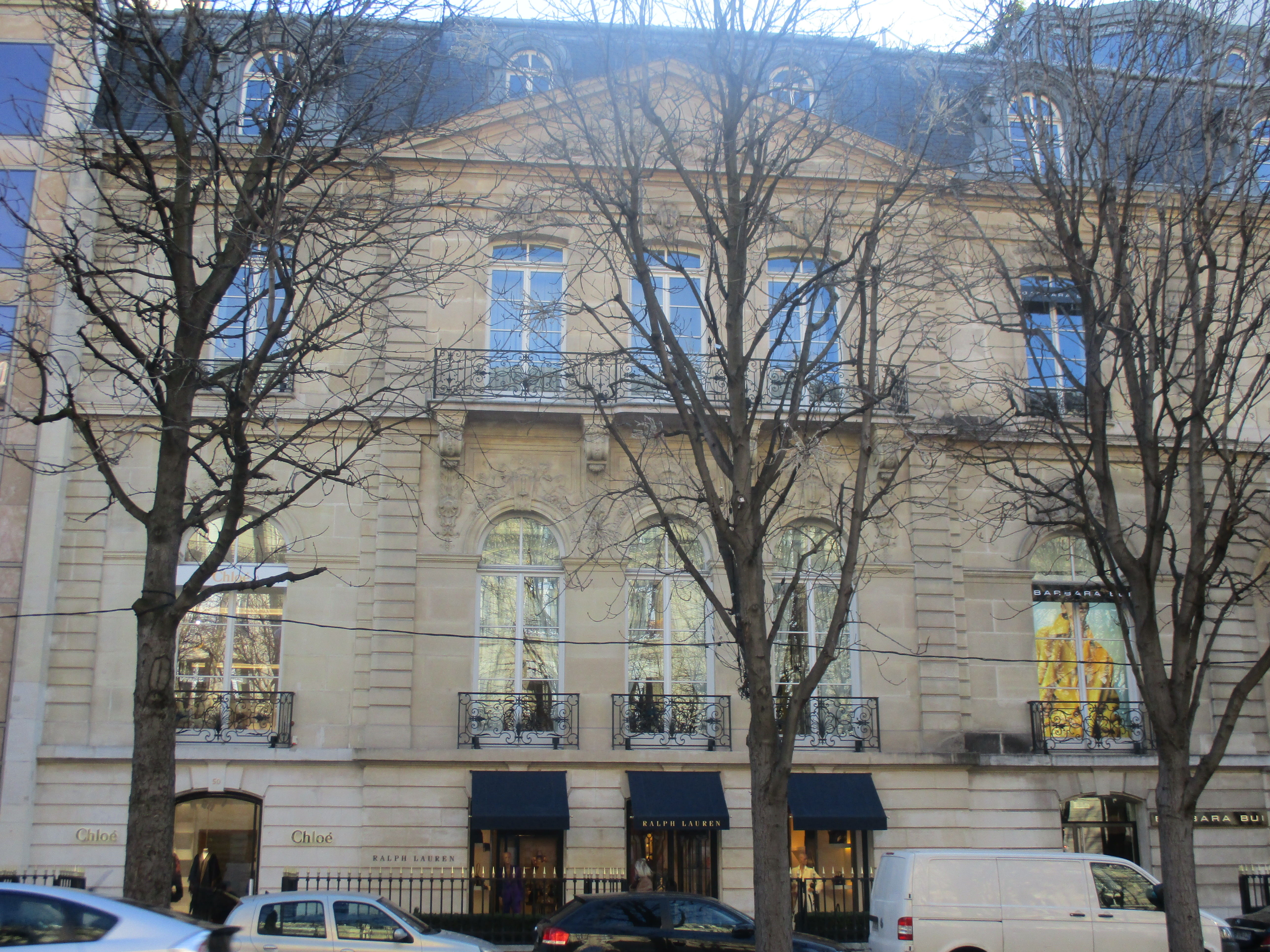
Hôtel de Lariboisière com os números 50-52.

- Nº 50: Hôtel de Lariboisière (em 1910). « No hotel de linhas harmoniosas da condessa de Lariboisière, esposa do senador, ouvia-se uma bela música em um salão conhecido por ser um centro de grande elegância.. » Madeleine Vionnet instalou em março de 1923 sua casa de moda nesta mansão que ela tornou um local de grande luxo. No quintal do hotel, ela instalou seus oitocentos e cinquenta trabalhadores, distribuídos em vinte e oito oficinas, em um prédio de oito andares. André Becq de Fouquières escreveu em 1953: Hoje, transformado, ampliado, o Hôtel de Lariboisière só queima com os mil incêndios de uma grande empresa de equipamentos elétricos — e só ressoa com música entregue em grandes séries por aparelhos de rádio. Desde 2008, o hotel abriga uma boutique Ralph Lauren.[22]
- Nº 51: segundo André Becq de Fouquières em 1953: « No número 51, as janelas altas de um restaurante brilham. De proporções bem mais modestas eram as janelas do térreo, habitadas por John Audley, um personagem bastante curioso que queria ser esteta, diletante, original a todo custo. Correu a antiquários em busca da peça que lhe garantiria a reputação de homem de bom gosto. Mas seus votos foram mais prontamente para objetos de aparência suntuosa do que para obras de arte com graças discretas. Em sua casa, fomos servidos em pratos de jade, sobre uma toalha de mesa trançada com fios de ouro. As próprias tigelas de dedos foram esculpidas em blocos de ametista. Seu serviço de café em ouro maciço pertencia à rainha Vitória. Ele tinha sido amigo de Oscar Wilde. Esse homem astuto, um tanto esquivo, mas inteligente, que se destacava em fórmulas lapidares para exaltar ou executar a coisa ou o indivíduo que desejava definir, era digno de seduzir o autor do Crime de Lord Arthur Saville. Ele disse que era inglês, mas acredito que fosse de origem alemã. Ele teve um casamento surpreendentemente tardio, casando-se com uma americana que não era — de muito longe — da Quinta Avenida... Encontrava-se em sua casa a sociedade mais heterogênea. Assim, a primeira vez que fui seu convidado, ofereceu um delicado jantar ao Infante Dom Luís, filho da Infanta Eulália. Mas, algum tempo depois, ele me convidou para um jantar onde conheci duas duquesas, depois alguns artistas, finalmente... um boxeador! Pouco antes de sua morte, ele tirou de sua coleção, para me oferecer, uma chave de camareiro, símbolo da grandeza à qual ele dedicou sua vida - perseguição que, além disso, o levou à ruína.[23] »
- Nº 56: aqui viveu na década de 1870, Florence Aublet, pintora, discípula de Léon Cogniet e Hippolyte Lazerges.
- 58 avenue Montaigne, um perfume de ST Dupont criado em 2012 e distribuído pela Interparfums.

### Edifícios destruídos
- Nº 1 (antigo no 31): neste local, entre as atuais avenidas Montaigne e George-V, no local da brasserie Chez Francis, ficava a « chaumière », longa casa vermelha composta por um térreo e um andar, onde se instalaram, após o casamento em 1794, o convencional Tallien (1767-1820) e sua esposa Thérésa Cabarrus (1773-1835). Apelidada "Nossa Senhora do Termidor", ela tinha aí um salão famoso. Em 1817, a casa foi substituída por uma guinguette, L'Acacia, perto da qual, numa antiga dependência da casa, Tallien morreu de lepra em 16 de novembro de 1820, pobre e por muito tempo negligenciado por sua ex-mulher que se tornou Princesa de Chimay.
- Nº 7: neste local foi construído para a Exposição Universal de 1855 o Pavilhão do Realismo, onde Gustave Courbet expôs quarenta pinturas incluindo O Ateliê do Artista.[24] O Pavilhão foi desmontado em dezembro de 1855.
- Nº 17:
  - neste número se encontrava o Hôtel de Heeckeren (1856), substituído por um edifício moderno.

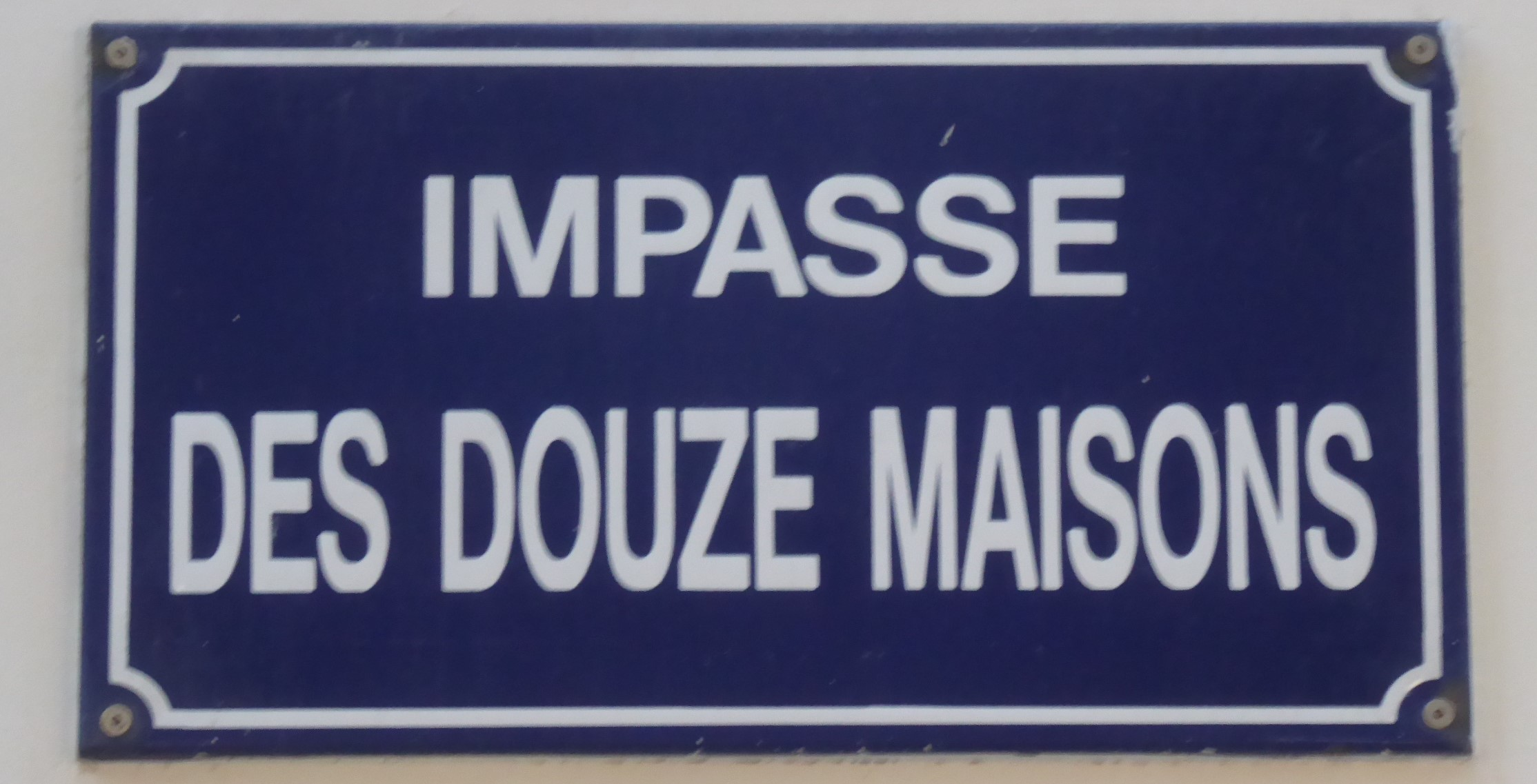
Impasse des Douze Maisons

- - entre esta parcela e o Teatro dos Campos Elísios, o atual Impasse des Douze Maisons foi parte da antiga « Passage des Douze Maisons » suprimida em 1881 que atingia a rue Marbeuf. Alphonse Daudet viveu aí em sua juventude. Essa passagem também foi chamada « Passage du Marais-des-Gourdes ».
- Números 16 e 18:
  - Maison pompéienne: O Príncipe Napoleão, filho do Rei Jerônimo e irmão da Princesa Matilde, sonhava em construir um palácio para sua amante, a atriz Rachel. Ele adquiriu um terreno de cerca de 4000 m2 entre a Avenue Montaigne e a Rue Jean-Goujon, onde se ergueu o Palácio de Belas Artes durante a Exposição Universal de 1855. De 1856 a 1860, mandou construir ali um palacete, junto ao Hôtel Soltykoff, inspirado na Casa do Poeta Trágico em Pompeia. A construção foi inicialmente confiada ao jovem arquiteto Auguste-Jean Rougevin, a quem o príncipe enviou para estudar os modelos originais em Pompeia, mas que infelizmente morreu no local. Jacques Hittorff o sucedeu, mas se aposentou rapidamente, talvez após uma disputa. A gestão do projeto foi devolvida a partir de fevereiro de 1856, por recomendação de Hittorff, ao arquiteto Alfred-Nicolas Normand. A obra estrutural foi concluída em 1858, ano da morte da atriz, levada em janeiro pela tuberculose. A fachada, provida de um peristilo severo, foi reforçada com cores vermelhas e amarelas. As decorações interiores foram feitas por Normand com a ajuda do ornamentista Charles Rossigneux, que se inspirou em obras de vários museus europeus. No centro da casa, um átrio foi decorado em seu centro com uma estátua de mármore branco de Napoleão I retratando o imperador de toga segurando o Código Civil, a cabeça laureada, uma águia aos pés, do escultor Eugène Guillaume, cercado por bustos de membros da família imperial. As decorações pintadas em tela montada foram confiadas a Sébastien Cornu e Jean-Léon Gérôme que decoraram as paredes com motivos pompeianos sobre um fundo vermelho ou preto antigo. Os móveis, em bronze ou madeira, também imitavam a antiguidade. O Príncipe Napoleão colocou sua coleção de pinturas e antiguidades egípcias na casa. Em 1862, foram acrescentadas as peças de ourives de um serviço de sobremesas feito por Charles Christofle em desenhos de Jules Dieterle. A casa foi inaugurada em 14 de fevereiro de 1860 com festas em estilo antigo[25] na presença de Napoleão III, da Imperatriz e da corte. Mas o casamento do príncipe em 1859 com a jovem Clotilde de Saboia, católica fervorosa, tornou impensável a mudança para uma casa inspirada por uma amante. O príncipe residia no Palais Royal e se contentava em organizar festas ou noites íntimas na Avenue Montaigne. A deterioração de suas relações com o imperador o levou a deixar a França para sua residência suíça em Prangins em 1865. Decidiu então vender a Maison pompéienne que foi adquirida em março de 1866 por um grupo de compradores que incluía Arsène Houssaye e Ferdinand de Lesseps que, aproveitando a curiosidade do público por essa loucura, a transformaram em um museu de antiguidades. « O impluvium central serviu por algum tempo como bacia para um treinador de focas eruditas.[26] » Arsène Houssaye e Théophile Gautier, familiarizados com o local, escreveram o guia. No entanto, o museu teve vida curta, porque a casa foi seriamente danificada em 1870;

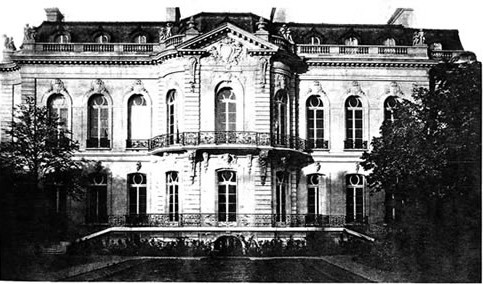
Hôtel Porgès, fachada no jardim.

- - Hôtel Porgès: a Maison pompéienne foi adquirida em 1892 pelo negociante de diamantes Jules Porgès (1839-1921) que também adquiriu o terreno no nº 14, propriedade de Pierre Jean Cros, pequeno terreno de 230 m2 que suportava algumas construções modestas. Derrubou tudo, não sem deixar que o arquiteto Normand levasse alguns elementos de sua obra, alguns dos quais foram doados à cidade de Paris, e encomendou ao arquiteto Ernest Sanson a criação de uma vasta mansão privada onde a paixão de sua esposa, a bela vienense Anna Wodianer (1854-1937), pelo século XVIII francês. O hotel apresentava na avenida uma parede adornada com seções transversais e perfurada com grandes vãos em arco, bem como duas entradas de carruagens encimadas por máscaras de leão. O pátio era retangular. O corpo principal do edifício foi colocado perpendicularmente à avenida e foi intimamente inspirado no Castelo de Asnières, construído por volta de 1750 por Mansart de Sagonne para o Marquês de Paulmy. O rés-do-chão, adornado com divisórias, era perfurado por vãos de alças de cesto ligeiramente arredondados, adornados com fechos, enquanto o primeiro andar tinha janelas altas em arco semicircular adornadas com mascarões. Acima de uma cornija com modilhões, uma balaustrada de pedra embelezada com grupos de crianças e vasos escondia parcialmente o telhado do sótão em mansarda. No jardim, um ressalto central em meia-lua encimado por um frontão triangular decorado com alto-relevo alegórico foi embelezado com um balcão em ferragem no primeiro andar e, no térreo, um longo balcão sustentado por consoles esculpidos e também embelezado com uma rampa de ferragem que termina em duas escadas que levam ao jardim de estilo francês adornado com uma fábrica de jardim de treliças formando uma perspectiva, que Achille Duchêne conseguiu desenvolver em 1894 graças à demolição dos prédios vizinhos. No pátio principal, um lance de escadas conduzia a um vestíbulo retangular, depois a um segundo plano quadrado precedendo uma vasta escadaria principal decorada com mármore e coberta por uma cúpula. À esquerda havia uma sala de bilhar e o quarto de Jules Porgès e à direita os apartamentos de sua esposa e filha. No primeiro andar, a galeria de pinturas, contendo uma renomada coleção de várias pinturas de Rubens, Van Dyck, Rembrandt, Brueghel de Velours e Le Lorrain, foi disposta paralelamente à Avenue Montaigne, perto de um grande salão de baile. Um elevador servia a todos os níveis. Os estábulos, a sala de arreios e os aposentos dos criados foram instalados no 40, Rue Jean-Goujon. Segundo o arquiteto, a construção custou 4 milhões de francos. De acordo com de André Becq de Fouquières: « A Embaixada [da Áustria] tinha em Paris um verdadeiro anexo não oficial: o hôtel Porgès, Avenida Montaigne. Mme Jules Porgès, que era de Viena, havia construído este vasto hotel de aparência majestosa e estilo incerto cujos salões, cheios de pinturas antigas e salas de museus, serviam de cenário para muitas festas.[27] » Após a morte da Mme Porgès em 1937, o hôtel foi vendido. Na década de 1960, foi demolido e substituído por um edifício moderno.
- Nº 19:
  - Hôtel Goury de Roslan (ver no 1, Rue du Boccador).

- - antigo nº 29: entrada para a Cité Godot-de-Mauroy desaparecida em 1881.
- Nº 20: neste local foi construída pelo arquiteto Lassus a casa gótica do conde de Quinsonas. Foi então substituído pelo hotel do banqueiro Edgard Stern, que mandou construir o Château de Villette em Pont-Sainte-Maxence. Mme Edgar Stern, cujo retrato foi pintado por Carolus-Duran em 1889,[28] « tinha reunido uma bela coleção de objetos e móveis de Luís XVI[29] » . Durante a Segunda Guerra Mundial, o hôtel foi ocupado pelos alemães e saqueado. Depois de ter pertencido, como o Hôtel Porgès no no 18, à Compagnie de Saint-Gobain, o Hôtel Stern foi destruído e substituído por um edifício moderno.
- Nº 22: Jules de Lesseps, representante do Bei de Túnis, construiu neste endereço, na parte de trás do pátio, um pavilhão mourisco onde hospedou brevemente o Emir Abd-El-Kader quando este veio passar alguns dias em Paris após sua libertação por Napoleão III em 16 de outubro de 1852. Em 1947, foi transformado em um cabaré marroquino, o Ismaïlia Folies, pelo cantor e empresário do entretenimento Salim Hilali. Foi destruído e substituído por um edifício moderno em 1959 construído pela Rhône-Poulenc, que foi de 1981 a 1997 a sede da Antenne 2, depois France 2 e temporariamente Nederland 2 antes de abrigar desde 2000 a do grupo LVMH.
- Nº 31: hôtel da Mme A. Magne (1910).
- Nº 35: hôtel da Mme Legrand de Villers (em 1910).<ref name="rochegude104" >* Félix de Rochegude, Promenades dans toutes les rues de Paris. VIIIe arrondissement, Paris, Hachette, 1910.<ref>
- Nº 47: localização do antigo Impasse Ruffin (no século XIX), hoje fechado.
- Números 49 a 53: local onde se localizava o famoso Bal Mabille, fundado em 1835. Atingido por dois obuses em 1870, fechou suas portas em 1875 e foi demolido em 1882;
  - nº 53: Ruelle de la Buvette-Champêtre em 1813.

### Habitantes famosos
- Mademoiselle Raucourt (1756-1815), famosa atriz trágica.
- O Marquês M. de Peralta, Ministro plenipotenciário da Costa Rica na França (nº 53, em 1906).
- Marlene Dietrich (1901-1992), atriz e cantora, de 1980 até sua morte (nº 12).
- Princesa Soraya (1932-2001), rainha consorte do Irã, residiu aí até sua morte em 2001 (nº 46).
- Lee Radziwill (1933-2019), socialite americana, morava no nº 49.
- Zlatan Ibrahimović, futebolista sueco, residia aí.

### No cinema
- Coco (2009).